# ویولزفیلد
ویولزفیلد (به انگلیسی: Wivelsfield) یک روستا و محله مدنی در بریتانیا است که در Lewes واقع شده‌است. ویولزفیلد ۱۰٫۸ کیلومتر مربع مساحت و ۱٬۹۸۰ نفر جمعیت دارد.